# Az Árnyvadászok: A végzet ereklyéi epizódjainak listája
Ez a szócikk az Árnyvadászok: A végzet ereklyéi című sorozat epizódjait sorolja fel.

## Évados áttekintés
| Évad | Évad | Részek száma | Részek száma | Eredeti sugárzás  | Eredeti sugárzás    | Eredeti adó         | Magyar sugárzás  | Magyar sugárzás   | Magyar adó |
| Évad | Évad | Részek száma | Részek száma | Évadbemutató      | Évadzáró            | Eredeti adó         | Évadbemutató     | Évadzáró          | Magyar adó |
| ---- | ---- | ------------ | ------------ | ----------------- | ------------------- | ------------------- | ---------------- | ----------------- | ---------- |
|      | 1.   | 13           | 13           | 2016. január 12.  | 2016. április 5.    |                     | 2020. január 22. | 2020. április 15. |            |
|      | 2.   | 20           | 20           | 2017. január 2.   | 2017. augusztus 14. | 2020. szeptember 9. | 2021. február 3. |                   |            |
|      | 3.   | 22           | 22           | 2018. március 20. | 2019. május 6.      | 2021. február 10.   | 2021. június 8.  |                   |            |

## Epizódok

### Első évad (2016)
| Sor. | Év. | Cím                                                                                                   | Rendező             | Író                        | Premier                             | Nézettség   |
| ---- | --- | --- | ------------------- | -------------------------- | ----------------------------------- | ----------- |
| 1.   | 1.  | A Végzet Kelyhe (The Mortal Cup)                                                                      | McG                 | Ed Decter                  | 2016. január 12. 2020. január 22.   | 1,82 millió |
| 2.   | 2.  | Pokolra szállni nem egyszerű Könnyen pokolra juchh (The Descent Into Hell Isn't Easy)                 | Mick Garris         | Ed Decter & Hollie Overton | 2016. január 19. 2020. január 29.   | 1,01 millió |
| 3.   | 3.  | Holtak bulija Haláli buli (Dead Man's Party)                                                          | Andy Wolk           | Marjorie David             | 2016. január 26. 2020. február 5.   | 0,98 millió |
| 4.   | 4.  | Démonidézés Ha pokol kél (Raising Hell)                                                               | Tawnia McKiernan    | Michael Reisz              | 2016. február 2. 2020. február 12.  | 0,96 millió |
| 5.   | 5.  | Moo Shu elvitelre Farkasok között (Moo Shu to Go)                                                     | Kelly Makin         | Angel Dean Lopez           | 2016. február 9. 2020. február 19.  | 0,95 millió |
| 6.   | 6.  | Angyalok és emberek (Of Men and Angels)                                                               | Oz Scott            | Y. Shireen Razack          | 2016. február 16. 2020. február 26. | 0,98 millió |
| 7.   | 7.  | Major Arcana Nagy Arcana (Major Arcana)                                                               | J. Miles Dale       | Peter Binswanger           | 2016. február 23. 2020. március 4.  | 0,84 millió |
| 8.   | 8.  | Rossz vér (Bad Blood)                                                                                 | Jeremiah S. Chechik | Allison Rymer              | 2016. március 1. 2020. március 11.  | 0,87 millió |
| 9.   | 9.  | Emelkedj fel Felkelés (Rise Up)                                                                       | J. Miller Tobin     | Hollie Overton             | 2016. március 8. 2020. március 18.  | 0,95 millió |
| 10.  | 10. | Fordított világ (This World Inverted)                                                                 | J. Miles Dale       | Y. Shireen Razack          | 2016. március 15. 2020. március 25. | 0,78 millió |
| 11.  | 11. | A vér újabb vért eredményez A lélek megtalálja, aki hozzá tartozik A vér szava (Blood Calls to Blood) | Mairzee Almas       | Marjorie David             | 2016. március 22. 2020. április 1.  | 0,78 millió |
| 12.  | 12. | Malec (Malec)                                                                                         | James Marshall      | Michael Reisz              | 2016. március 29. 2020. április 8.  | 0,82 millió |
| 13.  | 13. | Esthajnalcsillag Hajnalcsillag (Morning Star)                                                         | J. Miles Dale       | Peter Binswanger           | 2016. április 5. 2020. április 15.  | 0,76 millió |

### Második évad (2017)
| Sor. | Év. | Cím                                                                      | Rendező                    | Író                           | Premier                               | Nézettség   |
| ---- | --- | ------------------------------------------------------------------------ | -------------------------- | ----------------------------- | ------------------------------------- | ----------- |
| 14.  | 1.  | Vétkes vér Bűnös vér (This Guilty Blood)                                 | Matt Hastings              | Michael Reisz                 | 2017. január 2. 2020. szeptember 9.   | 1,19 millió |
| 15.  | 2.  | Ajtó, amely a sötétségbe nyílik Ajtó a sötétségbe (A Door Into the Dark) | Andy Wolk                  | Y. Shireen Razack             | 2017. január 9. 2020. szeptember 16.  | 0,75 millió |
| 16.  | 3.  | Az elveszett parabatai Elveszett parabatai (Parabatai Lost)              | Gregory Smith              | Peter Binswanger              | 2017. január 16. 2020. szeptember 23. | 0,81 millió |
| 17.  | 4.  | A harag napja (Day of Wrath)                                             | Joe Lazarov                | Jamie Gorenberg               | 2017. január 23. 2020. szeptember 30. | 0,64 millió |
| 18.  | 5.  | Por, és árnyak Hamu, és árny (Dust, and Shadows)                         | Salli Richardson-Whitfield | Zac Hug                       | 2017. január 30. 2020. október 7.     | 0,58 millió |
| 19.  | 6.  | A Vasnővérek (Iron Sisters)                                              | Mike Rohl                  | Allison Rymer                 | 2017. február 6. 2020. október 14.    | 0,65 millió |
| 20.  | 7.  | A bukás Angyali energia (How Are Thou Fallen)                            | Ben Bray                   | Hollie Overton                | 2017. február 13. 2020. október 21.   | 0,55 millió |
| 21.  | 8.  | A szerelem pokla Ördögi szerelem (Love is a Devil)                       | Catriona McKenzie          | Y. Shireen Razack             | 2017. február 20. 2020. október 28.   | 0,67 millió |
| 22.  | 9.  | Vérkötelék Véreskü (Bound by Blood)                                      | Matt Hastings              | Peter Binswanger              | 2017. február 27. 2020. november 4.   | 0,52 millió |
| 23.  | 10. | Hajnali fényben Hajnal fény (By the Light of Dawn)                       | Joshua Butler              | Todd Slavkin & Darren Swimmer | 2017. március 6. 2020. november 11.   | 0,64 millió |
| 24.  | 11. | Mea Maxima Culpa (Mea Maxima Culpa)                                      | Matt Hastings              | Michael Reisz                 | 2017. június 5. 2020. november 18.    | 0,71 millió |
| 25.  | 12. | Nem a magatokéi vagytok Nem vagy egyedül (You Are Not Your Own)          | Bille Woodruff             | Jamie Gorenberg               | 2017. június 12. 2020. november 25.   | 0,55 millió |
| 26.  | 13. | A démoni vér fiai A démon vérü-ek (Those of Demon Blood)                 | Michael Goi                | Zac Hug                       | 2017. június 19. 2020. december 2.    | 0,59 millió |
| 27.  | 14. | Tündérnépség Tündérek (The Fair Folk)                                    | Chris Grismer              | Taylor Mallory                | 2017. június 26. 2020. december 9.    | 0,67 millió |
| 28.  | 15. | Elveszett emlékek Emlékek (A Problem of Memory)                          | Peter DeLuise              | Allison Rymer                 | 2017. július 10. 2020. december 16.   | 0,46 millió |
| 29.  | 16. | Az engesztelés napja A vezeklés napja (Day of Atonement)                 | Paul Wesley                | Peter Binswanger              | 2017. július 17. 2021. január 6.      | 0,59 millió |
| 30.  | 17. | Sötét tükörkép (A Dark Reflection)                                       | Jeffrey Hunt               | Hollie Overton                | 2017. július 24. 2021. január 13.     | 0,60 millió |
| 31.  | 18. | Ocsúdjatok, vagy bukjatok örökre! (Awake, Arise, or Be Forever Fallen)   | Amanda Row                 | Jamie Gorenberg               | 2017. július 31. 2021. január 20.     | 0,63 millió |
| 32.  | 19. | Előre és viszlát! Éljen és nyugodjon! (Hail and Farewell)                | Matt Hastings              | Bryan Q. Miller               | 2017. augusztus 7. 2021. január 27.   | 0,60 millió |
| 33.  | 20. | Állóvíz mellett A tónál (Beside Still Water)                             | Matt Hastings              | Todd Slavkin & Darren Swimmer | 2017. augusztus 14. 2021. február 3.  | 0,59 millió |

### Harmadik évad (2018-2019)
| Sor. | Év. | Cím                                                                   | Rendező                    | Író                                                                     | Premier                             | Nézettség   |
| ---- | --- | --------------------------------------------------------------------- | -------------------------- | ----------------------------------------------------------------------- | ----------------------------------- | ----------- |
| 34.  | 1.  | Pokoli vidék Pokoli földön (On Infernal Ground)                       | Matt Hastings              | Todd Slavkin & Darren Swimmer                                           | 2018. március 20. 2021. február 10. | 0,49 millió |
| 35.  | 2.  | Hatalmasságok Ki hatalommal bír? (The Powers That Be)                 | Peter DeLuise              | Peter Binswanger                                                        | 2018. március 27. 2021. február 17. | 0,44 millió |
| 36.  | 3.  | A mélyben Lent a mélyben (What Lies Beneath)                          | Amanda Row                 | Alex Schemmer                                                           | 2018. április 3. 2021. február 24.  | 0,46 millió |
| 37.  | 4.  | Lelked erejével Hallgass reám (Thy Soul Instructed)                   | Emile Levisetti            | Jamie Gorenberg                                                         | 2018. április 10. 2021. március 3.  | 0,35 millió |
| 38.  | 5.  | Mennyországnál erősebben Nagyobb erő (Stronger Than Heaven)           | Geoff Shotz                | Brian Millikin                                                          | 2018. április 17. 2021. március 10. | 0,30 millió |
| 39.  | 6.  | Ablak egy üres szobára (A Window Into an Empty Room)                  | Alexis Korycinsk           | Aisha Porter-Christie                                                   | 2018. április 24. 2021. március 17. | 0,43 millió |
| 40.  | 7.  | Só a sebre Só a sebbe (Salt in the Wound)                             | Joshua Butler              | Celeste Vasquez                                                         | 2018. május 1. 2021. március 24.    | 0,42 millió |
| 41.  | 8.  | Séta a sötétben A sötétség mélyen (A Heart of Darkness)               | Ari Sandel                 | Jamie Gorenberg                                                         | 2018. május 8. 2021. március 31.    | 0,42 millió |
| 42.  | 9.  | A család mindenek előtt A család mindenek fölött (Familia Ante Omnia) | Matt Hastings              | Taylor Mallory                                                          | 2018. május 15. 2021. április 7.    | 0,37 millió |
| 43.  | 10. | Erchomai (Erchomai)                                                   | Jeff Hunt                  | Bryan Q. Miller                                                         | 2018. május 15. 2021. április 14.   | 0,31 millió |
| 44.  | 11. | Elveszett lelkek (Lost Souls)                                         | Matt Hastings              | Todd Slavkin & Darren Swimmer                                           | 2019. február 25. 2021. április 21. | 0,37 millió |
| 45.  | 12. | Eredendő bűn (Original Sin)                                           | Matt Hastings              | Alex Schemmer                                                           | 2019. március 4. 2021. április 28.  | 0,31 millió |
| 46.  | 13. | Beati Bellicosi (Beati Bellicosi)                                     | Michael Rohl               | Brian Millikin                                                          | 2019. március 11. 2021. május 5.    | 0,35 millió |
| 47.  | 14. | A rózsa csókja (A Kiss from a Rose)                                   | Salli Richardson-Whitfield | Zoe Broad                                                               | 2019. március 18. 2021. május 11.   | 0,31 millió |
| 48.  | 15. | Az Éjszaka Gyermekeinek Az Éj Gyermekeire (To the Night Children)     | Siluck Saysanasy           | Peter Binswanger                                                        | 2019. március 25. 2021. május 12.   | 0,35 millió |
| 49.  | 16. | Maradj velem (Stay With Me)                                           | Amanda Row                 | Aisha Porter-Christie                                                   | 2019. április 1. 2021. május 18.    | 0,37 millió |
| 50.  | 17. | Mennyei tűz (Heavenly Fire)                                           | Shannon Kohli              | Celeste Vasquez                                                         | 2019. április 8. 2021. május 19.    | 0,31 millió |
| 51.  | 18. | A bennünk élő fenevad A bennünk élő szörny (The Beast Within)         | Joshua Butler              | Taylor Mallory                                                          | 2019. április 15. 2021. május 25.   | 0,34 millió |
| 52.  | 19. | Aku cinta kamu (Aku Cinta Kamu)                                       | Todd Slavkin               | Jamie Gorenberg                                                         | 2019. április 22. 2021. május 26.   | 0,32 millió |
| 53.  | 20. | Üvegváros (City of Glass)                                             | Matt Hastings              | Bryan Q. Miller                                                         | 2019. április 29. 2021. június 1.   | 0,33 millió |
| 54.  | 21. | Szövetség (Alliance)                                                  | Todd Slavkin               | Történet: Bryan Q. Miller Tévéjáték: Jamie Gorenberg & Peter Binswanger | 2019. május 6. 2021. június 2.      | 0,31 millió |
| 55.  | 22. | Minden jó dolognak… Minden jó (All Good Things...)                    | Todd Slavkin               | Todd Slavkin & Darren Swimmer                                           | 2019. május 6. 2021. június 8.      | 0,31 millió |